# Ny
Das Ny [nyː] (griechisches Neutrum νῦ; neugriechisches Neutrum Νι, νι, heutige Aussprache [ni]; Majuskel Ν, Minuskel ν) ist der 13. Buchstabe des griechischen Alphabets und hat nach dem milesischen System den Zahlwert 50.
Am Ende mancher altgriechischer Wörter gibt es ein optionales Schluss-Ny (-ν), das bewegliche Ny oder Ny ephelkystikon (griech.: νῦ ἐφελκυστικόν). Es wird unter anderem am Satzende gesetzt oder um einen Hiat zu vermeiden.
Beispiele für das Ny ephelkystikon sind:
- παιδεύουσι(ν) paideuousi(n) (3. Pers. Pl. Präs. Akt. / Dat. Pl. Part. Präs. Akt.)
- γένεσι(ν) genesi(n) (Dat. Plur. v. γένος genos)

## Verwendung
Der Kleinbuchstabe ν steht als Symbol
- in der Physik
  - für die Frequenz von Wellen
  - ein Neutrino
  - das Polytropenverhältnis einer polytropen Zustandsänderung
  - die kinematische Viskosität
  - für die Poissonzahl
  - für die Abbe-Zahl
- in der Chemie
  - die Stöchiometriezahl
- in der Mathematik
  - die Vielfachheiten der Primteiler einer natürlichen Zahl: Zerlegt man eine natürliche Zahl {\displaystyle n} in ein Produkt {\displaystyle n=\prod _{i=1}^{m}p_{i}^{\nu _{i}}}, so gibt {\displaystyle \nu _{i}} an, wie oft die Primzahl {\displaystyle p_{i}} in der Primfaktordarstellung auftaucht.
  - in der Finanzmathematik als Vega beim Black-Scholes-Modell
- in der Mikrobiologie
  - die Anzahl der Teilungen eines Mikroorganismus pro Zeitspanne

## Herkunft und Ableitungen
Das Ny entwickelte sich aus dem phönizischen Buchstaben Nun .
Vom griechischen Ny leitet sich sowohl der lateinische Buchstabe N, als auch der kyrillische Buchstabe Н ab.